# Rimski forum, Plovdiv
Rimski forum v Filipopolisu (bolgarsko Римски форум на Пловдив, latinizirano: Rimski forum na Plovdiv) je pravokoten forum (plaza), obdan z ruševinami več starodavnih upravnih stavb v središču starodavnega mesta Filipopolis (sodobni Plovdiv). Bilo je središče javnega, upravnega, trgovskega in verskega življenja v starodavnem mestu. Tam so potekala srečanja, razprave, proslave in državne prireditve.
Forum pokriva površino 20 hektarjev, z 11 hektarji izkopanih, zaradi česar je največji rimski forum v Bolgariji. Antično mestno jedro je bilo zgrajeno v 1. stoletju našega štetja v času vladavine cesarja Vespazijana, ko je bil starodavni Filipopolis urejen z novim urbanističnim načrtom in forumom po rimskem vzoru. Glavni ulici mesta (kardo in decumanus maximus) se sekata zunaj vzhodnega vhoda foruma. Na severu je bil zgrajen kompleks javnih stavb, vključno z odeonom, knjižnico in stavbo zakladnice.
Forum starodavnega mesta in njegova glavna ulica (kardo) sta v samem središču sodobnega mestnega jedra in glavnega območja za pešce Plovdiva.

## Lega
Rimski forum Filipopolis je v bližini ulice generala Gurka v Plovdivu in glavne ulice za pešce v mestu, ulice kneza Aleksandra Battenberga. Stavba glavne pošte leži nad zahodnim delom foruma. Gradnja bulvarja Marije Luize v 1980-ih je severni del foruma ločila od ostalih.

## Zgodovina
Forum ima pravokotno obliko, ki je podobna obliki kvadrata, z dimenzijami: 143 m v smeri sever-jug in 136 m v smeri vzhod-zahod. Na severu je bil zgrajen kompleks javnih stavb, ki prevladuje nad ostalimi stavbami na trgu. Trije vhodi, ki so vzdolž osi vzhodnega, južnega in zahodnega roba, omogočajo dostop do ulic, ki so ob straneh Foruma. Glavni ulici kardo in dekuman se križata zunaj vzhodnega vhoda v kompleks.
Uporabljali so ga kot tržno mesto, kjer so se zbirali trgovci in ljudje iz mesta in regije, da bi zamenjali tračansko žito, les in med za fino keramiko in bronaste posode, ki so jih pripeljali do Italije. Trgovine so zasedale vzhodno, južno in zahodno stran foruma, obiskovalci pa so vanje vstopali skozi ozke portike.
V zgodovinskih plasteh foruma lahko ločimo štiri glavne gradbene faze. Razlikujejo se po ravni, arhitekturni zasnovi in uporabi gradbenih materialov.
Prva gradbena faza pomeni začetek razvoja kompleksa in nosi tlorisno obliko mestnega trga. V drugi gradbeni fazi so dvignili nivoje trgovin, pohodnih površin in območja. Težak krepidom podpira stilobat stebrov v dorskem slogu, izdelanih iz peščenjaka. Kamnita drenaža, ki je odvajala deževnico stran od strehe portika, je ohranila svoje prvotno mesto. Pohodna površina je bila široka 11 m. Vzhodno, južno in zahodno stran so tvorile propileje s štirimi stebri v jonskem slogu. V tretji gradbeni fazi je bila zamenjana plastična dekoracija kompleksa. Portik okoli območja je izdelan iz marmorja. Največ dobro ohranjenih originalnih ostalin sega v četrto, zadnjo gradbeno fazo. Preko obstoječega krepidoma je bil postavljen nov stilobat iz sienitnih blokov. Nosil je marmorno arkado prostostoječih stebrov v rimskem korintskem slogu.
V severnem delu forumskega kompleksa so bile javne stavbe za potrebe mestne uprave in druge manifestacije mestnega življenja. Epigrafski dokumenti pričajo o obstoju uradne zakladnice. V severovzhodnem kotu je odkrit odeon (bulevterij), zahodno od njega pa so ostanki mestne knjižnice.
Na severni strani kompleksa je bilo najdenih nekaj napisov, povezanih z verskim in upravnim življenjem mesta, skupaj z delčkom vabila za predstavo gladiatorskih bojev. Na tem območju so našli podstavke za kipe, eksedro – ploščad za govore in ostanke oltarja z napisi, posvečenega boginjama Demetri in Kore (Perzefoni).
Zamrl je sredi 5. stoletja, ko so valovi barbarov prisilili prebivalce Filipopolisa, da so zapustili četrti v ravnini in se preselili na akropolo.

## Konserviranje in restavriranje
Forum Filipopolis je bil odkrit leta 1971 med gradnjo stavbe centralne pošte v Plovdivu. Razkriti so bili vzhodni, severni in del južnega dela antičnega osrednjega trga.
Leta 2012 so se na severozahodnem delu začela izkopavanja, ki so razkrila območje 400 kvadratnih metrov med poštno stavbo in vrtovi carja Simeona.

## Galerija
- Rimski forum v Plovdivu, razglednica iz leta 1988
- Panoramski pogled na kardo in dekuman
- Panoramski pogled na severni del
- Ostanki mestne knjižnice
- Ostanki severnega dela Foruma
- Cardo Maximvs (glavna ulica v smeri sever-jug)
- Starodavna ulica v smeri vzhod-zahod
- Severni del foruma
- Stilobat
- Mestna knjižnica Filipopolis
- Jugovzhodni del foruma, 1997
- Odkritje zahodnih propilej, 2014
- Arheološka dela, 2014
- Starodavne trgovine v bližini zahodnih propilej, 2014